# Nianguiry Kanté
Pour les articles homonymes, voir kanté.
Nianguiry Kanté, né vers 1951 à Dioncoulané, cercle de Yélimané dans l’ouest du Mali, mort le 13 septembre 2021 à Bamako, est un directeur de recherche et ancien doyen de la faculté des sciences sociales de l'université de Ségou à la retraite,. Sa spécialité est la socio-anthropologie de la santé.

## Biographie
Ancien élève de l'Université al-Azhar au  Caire (Égypte), Nianguiry Kanté est ancien doctorant en sociologie de l’université de Paris 8 (France), où il a obtenu une licence en urbanisme, option aménagement, une  maîtrise, un DEA et un doctorat en sociologie en 1986 avec une thèse intitulée Contribution à la connaissance la migration soninké en France,.
Il est initiateur, cofondateur et corédacteur en chef de la revue à comité de lecture Revue africaine des sciences sociales et de la santé publique  (RASP). Entre janvier 2010 et janvier 2019, cette revue semestrielle a publié 227 articles venant de 15 pays d’Afrique, d’Europe et d’Amérique Latine. Il est correspondant au Mali depuis 2000 de la revue semestrielle à comité de lecture Psychologie clinique, éditée à Paris (L’Harmattan) par l’Association des psychologues. Il est membre du comité de lecture de la Revue sénégalaise de la sociologie depuis 2017.

## Axes de recherche
Rattachements au Ministère de l'enseignement scientifique et de la recherche scientifique malienne.
- Sociologie et Anthropologie de la santé[7]
- Éthique
- Méthodologie de la recherche en science sociale

## Publications
https://scholar.google.com/citations?user=wZgPl1UAAAAJ&hl=en